# Beverley Atonale
Beverley Atonale — второй студийный альбом американской инди-рок группы The Ladybug Transistor из Бруклина (Нью-Йорк). Он был выпущен 11 февраля 1997 года на лейбле Merge Records.

## Отзывы
| Оценки критиков                   | Оценки критиков |
| Источник                          | Оценка          |
| --------------------------------- | --------------- |
| AllMusic                          | [ 1 ]           |
| The Encyclopedia of Popular Music | [ 4 ]           |

Beverley Atonale получил положительные отзывы от музыкальных критиков. Критик AllMusic Мэтью Спрингер оценил альбом на 4 из 5 и отметил что «Ladybug Transistor делают нежную музыку. Не то чтобы группа не поднимала темп, просто её звучание остаётся мягким. На альбоме Beverley Atonale Ladybug Transistor выдают великолепный набор нежной, спокойной поп-музыки, пронизанной мелодией и крючками, но никогда не захватывающей слушателя. Тексты песен эзотеричны и часто непонятны, но вы быстро понимаете, что слова здесь не главное — группа стремится задать тон скорее своим звучанием, чем остроумной игрой слов. Альбом находится под сильным влиянием прошлого, таких исполнителей, как Beach Boys и Берт Бахарач — „Windy“ заимствует свой начальный барабанный рифф у Фила Спектора и легко переходит в лёгкую поп-мелодию с трубой и отличными гитарными риффами. Постановка воздушна и полна пространства; хотя звуки сочетаются друг с другом, они также остаются сами по себе далеко за пределами продолжительности каждой песни. В целом, Beverly Atonale — это идеальная драйвовая музыка для дождливого летнего дня».
Chicago Reader написал, что «возможности молодого квартета превысили их возможности: стремясь к оркестровому великолепию поп-музыки 60-х, они получили плоский инди-рок, сыгранный на слишком большом количестве инструментов». CMJ New Music Monthly писал, что «есть что-то действительно восхитительное в идее, что четыре человека могут создать свой собственный маленький Pet Sounds».

## Список композиций
1. «Here Is Your Space»
2. «Rushes Of Pure Spring»
3. «Windy»
4. «The Swedish Libra And You»
5. «This Order Is Tall»
6. «Music For Tennis Courts»
7. «Your Wagging Tail (Single Space)»
8. «Stuck»
9. «Forest Marching Song»
10. «The Occasional»
11. «It Will Be A Lifetime»
12. «Thoughts Of You»
13. «The Swedish Libra II»